# Pathumwan
Pathumwan o Pathum Wan (in lingua thai: ปทุมวัน) è uno dei 50 distretti (khet) di Bangkok, in Thailandia. Si trova in una zona centrale della città e confina con i seguenti distretti (da nord in senso orario): Ratchathewi, Watthana, Khlong Toei, Sathon, Bang Rak, Pom Prap Sattru Phai e Dusit.
Il distretto è delimitato a nord dal canale (khlong) Saen Saeb, ad est dall'autostrada Chaloen Maha Nakhon, a sud dalla Strada Rama IV e ad est dal khlong Phadung Krung Kasem.

## Storia
Il distretto fu istituito nel 1914 ed ha preso il nome dal Wat Pathum Wanaram (letteralmente: wat della foresta di loto) ed il vicino Palazzo Sa Pathum (palazzo dello stagno di loto). Furono entrambi costruiti in quest'area per volere di re Mongkut, e a loro volta presero il nome dalla grande quantità di fior di loto asiatico che si trovava nel khlong Saen Saeb a quel tempo.

## Amministrazione
Il distretto è suddiviso in 4 sotto-distretti (Kwaeng).
| 1. | Rong Mueang | รองเมือง |  |
| 2. | Wang Mai    | วังใหม่   |  |
| 3. | Pathum Wan  | ปทุมวัน   |  |
| 4. | Lumphini    | ลุมพินี    |  |

## Centri commerciali

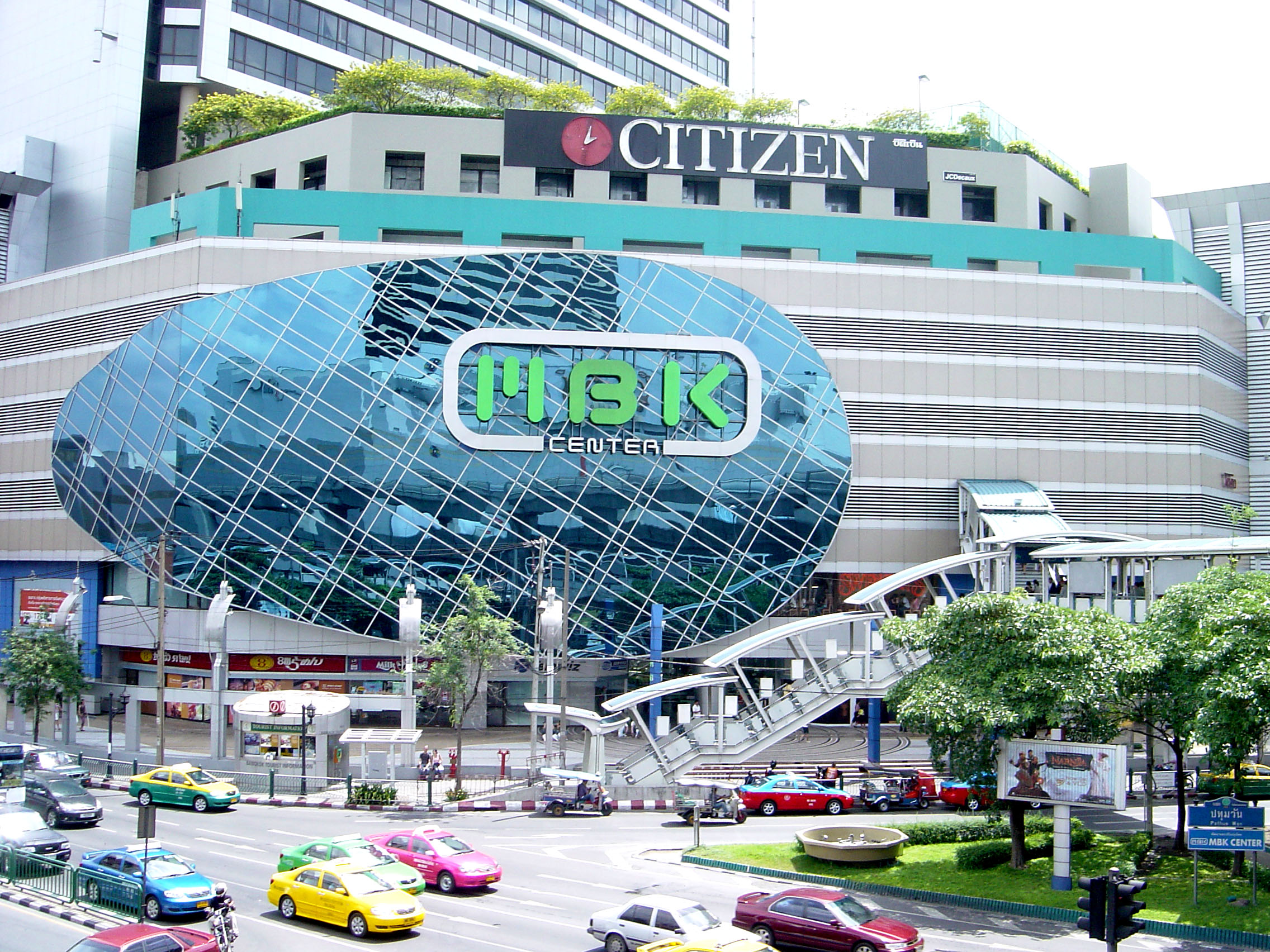
MBK Center

Pathum Wan è famoso come una delle zone più importanti per lo shopping nella capitale. Molti sono i centri commerciali presenti del distretto. Il più vecchio è il Siam Center, inaugurato nel 1973, accanto al quale sono stati costruiti il Siam Discovery Center ed il Siam Paragon, aperto nel dicembre 2005.
Uno dei più frequentati è l'MBK (chiamato Mah Boon Krong dai thai e Em Bi Kei dai turisti in lingua inglese). Al suo interno vi sono cinema multisala, ristoranti e moltissimi negozi che offrono una vasta gamma di prodotti di diversi tipi, tra i quali molto richiesti sono quelli di telefonia e di informatica. È collegato con un tunnel alla stazione dello Stadio Nazionale, capolinea della linea Silom del Bangkok Skytrain, e al grande magazzino Bonanza Mall, dove si trovano capi di abbigliamento economici.
Il centro commerciale Siam Square copre un intero isolato e si compone di diversi edifici i cui negozi sono frequentati soprattutto da adolescenti. I centri commerciali CentralWorld, BigC Ratchadamri, Narayana Phan, Gaysorn e Central Chit Lom si trovano nei pressi del crocevia Ratchaprasong. Nella stessa zona vi sono inoltre diverse scuole e molti studenti.

## Attrazioni e altri palazzi importanti

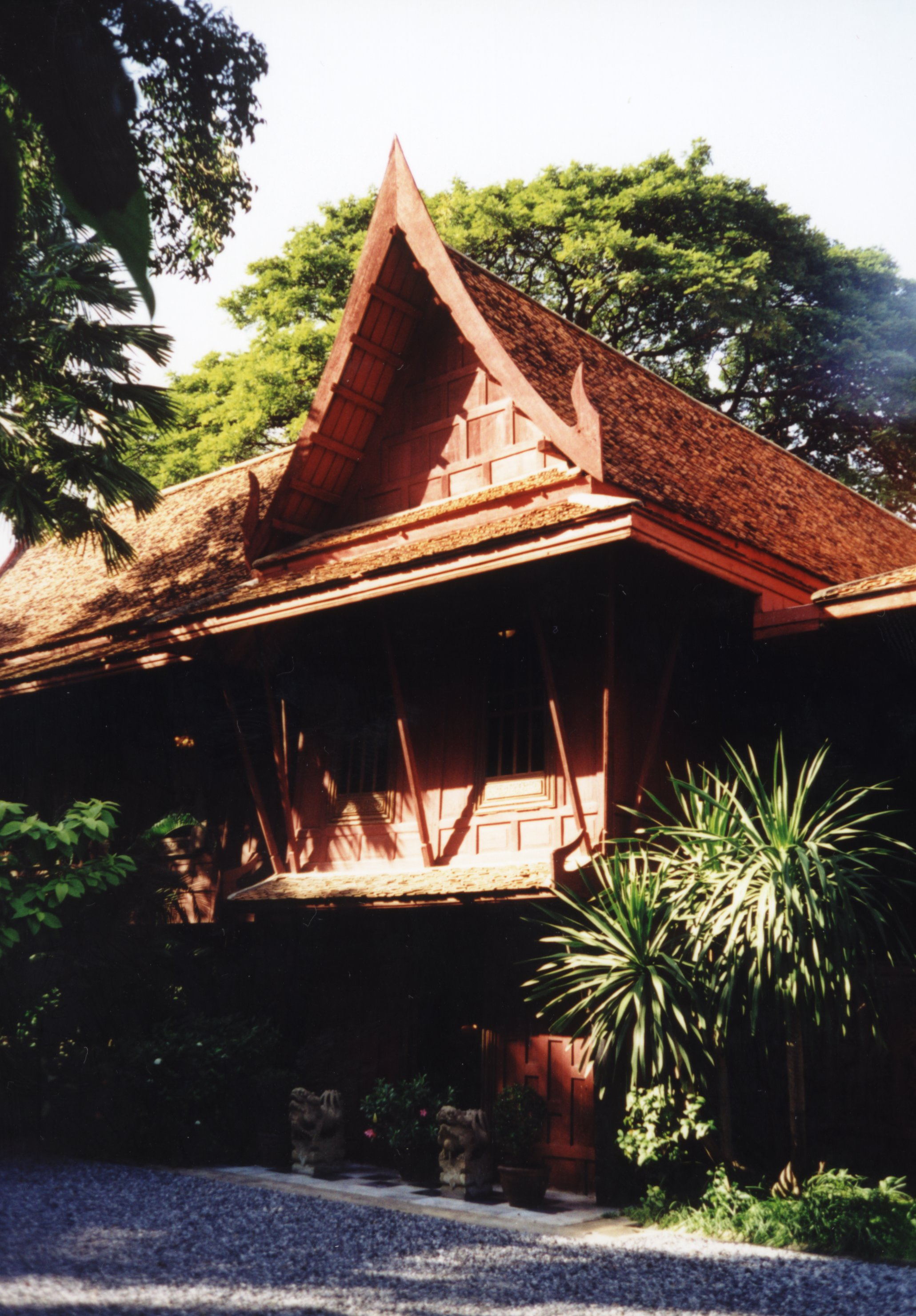
Jim Thompson house

Fra le altre attrazioni del distretto Pathumwan vi sono:
- L'Università Chulalongkorn, la più antica del Paese, nei pressi dell'MBK. I suoi palazzi di maggior rilievo sono l'auditorium principale e quelli che ospitano la Facoltà delle Arti. La Facoltà di Scienze ospita un interessante museo di tecnologia dell'immagine, dove sono in esposizione macchine fotografiche moderne e d'epoca.
- L'Ospedale Chulalongkorn, uno dei migliori di Bangkok, e il quartier generale della Croce Rossa Thailandese si trovano nei pressi dell'Università Chulalongkorn
- La casa di Jim Thompson è un complesso di edifici tradizionali in legno che furono di proprietà di Jim Thompson, uno statunitense trasferitosi in Thailandia che ha rilanciò l'industria nazionale della seta. Al suo interno si trovano un museo e si possono comprare creazioni in seta
- Il Santuario di Erawan, dedicato a Phra Phrom (rappresentazione thai del dio induista Brahmā) e situato vicino al crocevia Ratchaprasong, è molto frequentato dai fedeli che pregano tale divinità.
- Il Club sportivo reale di Bangkok è un ippodromo dove le corse si svolgono il sabato
- Lo Stadio Nazionale, situato a fianco dell'MBK, è uno degli impianti sportivi multifunzione più importanti di Thailandia
- Il Parco Lumphini, uno dei pochi spazi verdi di Bangkok

## Infrastrutture e trasporti

### Ferrovia di Stato
- La stazione di Hua Lamphong è la principale stazione ferroviaria di Bangkok e si trova nell'estremo sud-ovest del distretto.

### Trasporti pubblici locali
Oltre ai molti autobus che passano in questo distretto, vi sono le seguenti strutture per i trasporti pubblici:
- Le stazioni di Hua Lamphong, Sam Yan, Si Lom e Lumphini della linea blu della metropolitana di Bangkok si trovano lungo la strada Rama IV, ai confini meridionali del distretto.
- Vi sono diverse stazioni della ferrovia sopraelevata Bangkok Skytrain: quelle dello Stadio Nazionale e di Ratchamadari della linea Silom, quelle di Chit Lom e Phloen Chit della linea Sukhumvit e quella di Siam, dove c'è l'interscambio tra le due linee.
- Il servizio di barche passeggeri Khlong Saen Saep, su uno stretto canale al confine nord del distretto.

## Missioni diplomatiche
Nel distretto si trovano le ambasciate di Giappone, Svizzera, Regno Unito, e Stati Uniti.